# Ralph Metcalfe
Ralph Harold Metcalfe, född 29 maj 1910 i Atlanta, död 10 oktober 1978 i Chicago, var en amerikansk friidrottare.
Metcalfe blev olympisk silvermedaljör på 100 meter vid sommarspelen 1932 i Los Angeles och 1936 i Berlin.